# Mbinga (stad)
Mbinga is een plaats in Tanzania in de regio Ruvuma (Mbinga (district)). De plaats ligt aan de autoweg A19 die het verbindt met Songea.
De bevolking is in meerderheid rooms-katholiek. Sinds 1986 is Mbinga een zetel van een rooms-katholiek bisdom.